# Galium eruptivum
Galium eruptivum är en måreväxtart som beskrevs av Franz Xaver Krendl. Galium eruptivum ingår i släktet måror, och familjen måreväxter. Inga underarter finns listade i Catalogue of Life.